# Перешори
Перешо́ри — село Куяльницької сільської громади в Подільському районі Одеської області, Україна. Населення становить 120 осіб.

## Історія
Село засноване наприкінці 18 століття молдовськими дворянами. Пізніше село заселялося козаками азовського війська та селянами. У Перешорах мешкала родина діда Євгена Чикаленка. Іван Михайлович Чикаленко, згадуваний дід Євгена Чикаленка, і є засновником «родового гнізда» цього славетного роду у Перешорах.
Станом на 1886 рік у колишньому власницькому селі Кіндратівської волості в 16 обі́йстях мешкало 73 особи, існувала православна церква.
На 1894 рік Перешори мали 418 мешканців та 88 обійсть. У селі на той час існували православна церква, церковнопарафіяльна школа, у якій навчалися 25 дітей — 20 хлопців та 5 дівчат, 2 крамниці та винний погріб. Від повітового міста село знаходилося за 31 версту, від волосного правління — за 10 верст, від найближчої залізничної станції (Мардарівка) — за 3 версти.
За переписом 1897 року, кількість мешканців зросла до 635 осіб (319 чоловічої статі та 316 — жіночої), з яких 619 — православної віри.
Згадка про маєток Чикаленків вміщений і в книзі «Илюстрированный путеводитель по Юго-Западным казённым железным дорогам» видання 1899 року: «Маєток цей, що має 2 000 десятин, один із найкращих у Херсонській губернії в сенсі застосування інтенсивної культури; у ньому є розплі́дник коней …, а також сірої української худоби. Крім того, влаштовано розсадник лісових порід: акації, ясеню, клену, ільма; щорічно засівається та засаджується 5 десятин лісу».
На 1916 рік село Перешори мало 79 обійсть та 355 мешканців. Поселення Перешорського товариства мало 39 обійсть та 187 мешканців.
До 13 вересня 1994 року село входило до складу Ананьївського району.
12 червня 2020 року, відповідно до Розпорядження Кабінету Міністрів України від № 724-р «Про визначення адміністративних центрів та затвердження територій територіальних громад Одеської області», увійшло до складу Куяльницької сільської територіальної громади.
19 липня 2020 року, в результаті адміністративно-територіальної реформи і ліквідації Подільського району (1923-2020), село увійшло до складу новоутвореного Подільського району Одеської області.

## Населення
Згідно з переписом 1989 року, населення села, яке тоді входило до складу сусіднього Ананьївського району, становило 203 особи, з яких 97 чоловіків та 106 жінок.
За переписом населення України 2001 року в селі мешкало 120 осіб.

### Мова
Розподіл населення за рідною мовою за даними перепису 2001 року:
| Мова       | Відсоток |
| ---------- | -------- |
| українська | 78,33 %  |
| молдовська | 20,83 %  |
| російська  | 0,83 %   |

## Відомі уродженці
- Чикаленко Євген Харламович — визначний громадський діяч, меценат української культури, агроном, землевласник, видавець, публіцист.
- Чикаленко Левко Євгенович — громадсько-політичний діяч й археолог.
- Чикаленко-Келлер Ганна — українська журналістка, жіноча діячка, перекладачка, бібліографка.